# توماس جي. ليونز
توماس جي. ليونز هو سياسي أمريكي، ولد في 1931 في شيكاغو في الولايات المتحدة، وتوفي في 2007. نشط حزبياً في الحزب الديمقراطي. وقد انتخب عضو مجلس شيوخ ولاية إلينوي ‏.